# اوله اولسن
اوله اولسن (انگلیسی: Ole Olsen؛ ۴ ژوئیه ۱۸۵۰ – ۴ نوامبر ۱۹۲۷ (age 77)) موسیقی‌دان اهل نروژ بود.